# Ниркова глюкозурія
Ниркова глюкозурія — це рідкісне захворювання, при якому моносахарид глюкоза виводиться з сечею, незважаючи на нормальний або низький рівень глюкози в крові. При нормальній функції нирок глюкоза виводиться з сечею лише тоді, коли в крові спостерігається аномально підвищений її рівень. Однак у людей з нирковою глюкозурією рівень глюкози в сечі аномально підвищений через неправильне функціонування ниркових канальців (низький поріг виведення глюкози), які є основними компонентами нефронів — фільтраційних одиниць нирок.

## Патогенез
Первинна ниркова глюкозурія спричинена вродженим ізольованим порушенням реабсорбції глюкози в проксимальному канальці, що призводить до виведення глюкози з сечею за нормальної глікемії. Успадковується як аутосомно-рецесивна або домінантна ознака, найчастіше — внаслідок мутації гену SLC5A2, який кодує натрій-глюкозний котранспортер 2. При первинній нирковій глюкозурії відсутні інші симптоми, окрім глюкозурії, яка найчастіше виявляється випадково.
Вторинна ниркова глюкозурія може бути результатом синдрому Фанконі (з порушенням всмоктування фосфатів, амінокислот).
Крім того, певні антидіабетичні лікарські засоби — інгібітори SGLT2 — викликають глюкозурію як їх основний механізм дії, інгібуючи натрій/глюкозний котранспортер 2 в нирках і тим самим перешкоджаючи нирковій реабсорбції глюкози.

## Клініка
У більшості пацієнтів ниркова глюкозурія не спричиняє видимих симптомів (є безсимптомною) або серйозних наслідків. Коли ниркова глюкозурія виникає як ізольоване явище при іншій нормальній функції нирок, вважається, що цей стан успадковується як автосомно-рецесивна ознака.

## Діагностика
Ниркову глюкозурію можна запідозрити, коли рутинний аналіз сечі (загальний аналіз сечі) виявляє глюкозу в сечі, тоді як аналіз крові показує, що рівень глюкози в крові є нормальним.
Регулярні ниркові тести допомагають контролювати функцію нефронів та вчасно реагувати на зміни, не допускаючи прогресування втрати функції нирок або розвитку ускладнень.
Водночас, будь-який випадок вперше виявленої глюкозурії потребує диференційної діагностики з цукровим діабетом та перевірки, чи не супроводжується глюкозурія іншим вродженим або набутим дефектом проксимального канальця нефрона (напр., при синдромі Фанконі).

## Лікування
Наявність глюкози в сечі рідко коли є серйозним станом, прогноз задовільний, а дефект не має клінічних наслідків. При первинній нирковій глюкозурії пацієнти не потребують спеціального лікування.